# لويس نورتن دي ماتوس
لويس نورتن دي ماتوس (بالبرتغالية: Luís Norton de Matos‏) هو لاعب كرة قدم ومدرب كرة قدم برتغالي في مركز الهجوم، ولد في 14 ديسمبر 1953 في لشبونة في البرتغال. شارك مع منتخب البرتغال لكرة القدم. أما مع النوادي، فقد لعب مع أتليتيكو كلوب دي برتغال وأكاديميكا كويمبرا وإستريلا دا أمادورا وإشتوريل برايا وستاندارد لييج ونادي بنفيكا ونادي بيلينينسش.

## وصلات خارجية
- لويس نورتن دي ماتوس على موقع الاتحاد الدولي (مؤرشف)  (الإنجليزية)
- لويس نورتن دي ماتوس على موقع قاعدة بيانات كرة القدم.إي يو (الإنجليزية)
- لويس نورتن دي ماتوس على موقع ناشيونال فوتبول تيمز (الإنجليزية)